# Pierre Zimmermann

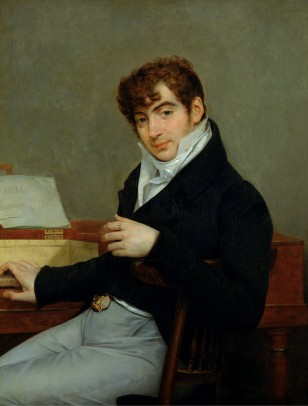
Pierre Zimmermann, Porträt von Antoine-Jean Gros (1808)

Pierre-Joseph-Guillaume Zimmermann (* 19. März 1785 in Paris; † 29. Oktober 1853 ebenda; auch Zimmerman) war ein französischer Klavierpädagoge und Komponist.

## Leben
Pierre Zimmermann studierte ab 1798 am Pariser Konservatorium bei François-Adrien Boieldieu und Luigi Cherubini. Von 1811 bis 1848 wirkte er dort als Klavierlehrer. Zu seinen Schülern zählten Antoine François Marmontel, Charles Valentin Alkan, Ambroise Thomas, Louis Lacombe, Charles Gounod, Théodore Gouvy, Georges Bizet, Louis Lefébure-Wély und César Franck.
Er komponierte zwei Opern (L'enlèvement und Nausicaa), zwei Klavierkonzerte, eine Klaviersonate und zahlreiche weitere Werke für das Klavier. Er verfasste das didaktische Werk Encyclopédie du pianiste compositeur.